# Sirska puščava
Sirska puščava (arabsko بادية الشام, Bādiyat al-Shām), znana tudi kot Sirska stepa, Jordanska stepa ali Badia, je območje puščave, polpuščave in stepe, ki obsega 500.000 kvadratnih kilometrov Bližnjega vzhoda, vključno z deli jugovzhodne Sirije, severovzhodne Jordanije, severne Saudove Arabije in zahodnega Iraka. Zavzema 85 % kopenske površine Jordanije in 55 % Sirije. Na jugu meji in se Veliko arabsko puščavo . Zemljišče je odprto, kamnit ali prodnat puščavski tlak, presekan z občasnimi vadiji. Edinstvena pokrajina puščave je nastala z bruhanjem lave iz vulkanske regije Džabal al-Druze v južni Siriji.

## Lega in ime
Puščavo na zahodu omejujeta dolina reke Oront in vulkansko polje Harat al-Šamah, na vzhodu pa Evfrat. Na severu puščava daje prednost rodovitnejšim travnatim območjem, na jugu pa zahaja v puščave Arabskega polotoka. 
Nekateri viri enačijo Sirsko puščavo s puščavo Hamad, drugi omejujejo ime Hamad na južno osrednjo planoto, nekateri pa Hamad štejejo za celotno regijo, Sirsko puščavo pa le za njen severni del.
Več delov Sirske puščave je bilo ločeno omenjenih, na primer Palmirska puščava okoli Palmire in puščava Homs. Vzhodni del Sirske puščave, ki je znotraj iraških meja, lahko (v iraškem okviru) imenujemo Zahodna puščava.
Tudi ime Šamijah se je uporabljalo za Sirsko puščavo. Ime je bilo v preteklosti prevedeno kot Badiyat al Šam (ali Badiyat ash-Sham).

## Geografija
700-900m visoko območje sredi puščave je planota Hamad, precej ravna, kamnita polpuščava, sestavljena iz apnenčastega dna, prekritega z gramozom. Kar malo dežja prispe na planoto, se pretaka v lokalna solna polja. Najvišja višina puščave v Siriji je na 1390 metrih vrh Jabal Abu Rudschmain, razgibane skalnate gore severno od Palmire, ki se dvigajo s približno 500 metrov visoke peščeno-kamnite ravnice.
Najvišji vrhovi planote so 1000 m visok Khawr um Wual v Saudovi Arabiji in 960m visok Jebel Aneiza na mejnem prehodu med Jordanijo, Irakom in Savdsko Arabijo.
Na jugu polja lave v Sirski puščavi segajo vse do masiva Jebel ad-Duruz na območju Haurana.
Puščava Hamad je skupaj z drugimi puščavami Arabskega polotoka opisana kot ena najbolj sušnih puščav sveta.
Poleti se temperature dvignejo na 45-50 o C, v zimskih mesecih od decembra do februarja pa lahko ponoči padejo pod ledišče. Tako podnebje spominja na puščave severne Afrike

## Rastlinstvo in živalstvo
Nekatere rastline v sirski Badiji so Salsola vermiculata, Stipa barbata, Artemisia herba-alba in Atriplex leucoclada. Ta puščavski ekosistem ogroža suša, prekomerna paša, lov in druge človeške dejavnosti. Nekatere domače živali ne naseljujejo več na tem območju in mnoge rastlinske vrste so izumrle, trave, ki so jih nadomestile, so manjše prehranske vrednosti za živino.
Sirska puščava je izvor zlatega hrčka. 
Štorke, čaplje, žerjavi, pobrežniki, vodne ptice in tudi plenilci obiščejo sezonska jezera. Majhni glodalci so pogosti, prav tako njihovi plenilci, kot so kače, škorpijoni in pajki temačniki; prej so bili pogosti gazela, volk, šakal, lisica, mačka in karakal, tudi noj, gepard, antilopa Alcelaphus buselaphus in onager. Velikih sesalcev zdaj ni več mogoče najti, za katere se domneva, da jih je lovil človek.

## Zgodovina

### Antika
Puščavo so zgodovinsko poseljevala beduinska plemena. V regiji še vedno ostaja veliko plemen, njihovi pripadniki pa živijo predvsem v mestih in naseljih, zgrajenih v bližini oaz. Nekateri beduini še vedno vzdržujejo svoj tradicionalni način življenja v puščavi. Po vsej sirski puščavi najdemo safaitske napise (arabsko صفائية Ṣafāʾiyyah - vrsta južno-semitskih pisav), proto-arabska besedila, ki so jih v kamen napisali pismeni beduini. Ti segajo približno od 1. stoletja pred našim štetjem do 4. stoletja našega štetja.
Eno najpomembnejših starodavnih naselij v sirski puščavi je Palmira; prvič omenjeno v 2. tisočletju pred našim štetjem, je bilo mesto v rimskih časih pomembno trgovsko središče, njegovi prebivalci pa so bili znani trgovci, ki so izkoristili svoj strateški položaj na Svilni cesti, ki je povezovala skrajni vzhod s Sredozemljem. Z obdavčitvijo karavan so vzpostavili kolonije na poti in trgovali z redkimi dobrinami z daljnega vzhoda, s čimer so mestu prinesli ogromno bogastvo. Ljudje v mestu so bili kombinacija Aramejcev, Amoritov in Arabcev.
Druga pomembna starodavna naselbina je mesto Dura-Europos na Evfratu. Prvotno trdnjavo [21] je ustanovilo Selevkidsko cesarstvo z imenom Dura, kar pomeni 'trdnjava' , Grki pa so jo poimenovali Europos, tako da je kombinacija Dura-Europos sodoben izum . Mesto je uspevalo, predvsem zaradi svojega položaja ob Evfratu, kar je pomembno povezalo Mezopotamijo s Sredozemljem in tako igralo veliko vlogo tako v trgovinskih kot vojaških povezavah med obema regijama. V 250-ih letih ga je zasedel sasanidski cesar Šapur I., večina njegovih državljanov je pobegnila, pod sasanidsko oblastjo pa je bilo mesto pozneje opuščeno. 

### Sodobnost
Oblasti Osmanskega cesarstva so v sirski puščavi postavile koncentracijska taborišča kot del armenskega genocida. 
Puščavo so prvič prevozili z motornimi vozili leta 1919. Med iraško vojno je puščava služila kot glavna oskrbovalna linija za odpor Iraka, pri čemer je iraški del puščave postal glavno oporišče sunitskega upora, ki je deloval v guvernoratu Al Anbar, zlasti po zavzetju Faludže med koalicijo v drugi bitki za Faludžo. Niz vojaških operacij koalicije je bil razmeroma neučinkovit pri odstranjevanju upora v puščavi. Ko so odporniki začeli pridobivati nadzor nad okoliškimi območji, so predstavniki koalicije začeli omalovaževati pomen Sirske puščave kot središča operacij; kljub temu Sirska puščava ostaja ena glavnih poti za tihotapljenje opreme. Do septembra 2006 je odpor dobil nadzor nad skoraj vsem guvernoratom Anbar in je večino svojih sil, opreme in voditeljev preselil naprej proti vzhodu v mesta pod nadzorom upornikov ob reki Evfrat. 

## Gospodarstvo
Z malo padavin in slabo kakovostjo tal se danes regija v glavnem uporablja kot območje za pašo. Beduinski pastirji, od katerih so mnogi še vedno nomadski, tu pasejo približno dvanajst milijonov ovac in koz ter manjše število kamel.
Mednarodni sklad za razvoj kmetijstva želi ublažiti revščino na podeželju in je leta 1995, v sodelovanju s sirsko vlado začel projekt sanacije več kot milijon hektarjev degradiranih zemljišč v Sirski Badiji. Na nekaterih območjih se je pri zaradi omejevanja paše veliko domačih rastlin obnovilo. Na drugih območjih, ki so bila močno degradirana, so bile omejitve paše dopolnjene s ponovnim sejanjem in sajenjem krmnih vrst. Do konca projekta leta 2010 je bilo posejanih skoraj četrt milijona hektarjev in zasajenih skoraj sto tisoč hektarjev z domačimi krmnimi rastlinami. Rezultat je bil zelo uspešen, nekateri pastirji so poročali o desetkratnem povečanju produktivnosti svoje živine. 

## sklici
1. ↑  Suttie, J.M.; Reynolds, Stephen G.; Batello, Caterina (2005). Grasslands of the World. FAO. str. 453. ISBN 978-92-5-105337-9.
2. ↑  »Jordan Badia | The Hashemite Fund for Development of jordan Badia«. www.badiafund.gov.jo. Arhivirano iz prvotnega spletišča dne 28. februarja 2021. Pridobljeno 27. julija 2016. Arhivirano 2021-02-28 na Wayback Machine.
3. ↑  »The rangelands of the Syrian Arab Republic«. FAO. Pridobljeno 26. decembra 2015.
4. ↑  Harris, Nathaniel; Parker, Steve (2003). Atlas of the World's Deserts. Taylor & Francis. str. 49. ISBN 978-1-57958-310-1.
5. ↑  Betts, Alison (1996). The Harra and the Hamad : excavations and surveys in Eastern Jordan, vol. 1. England: Collis Publication. str. 1. ISBN 9781850756149. Pridobljeno 2. februarja 2017.
6. ↑  Encyclopædia Britannica: A New Survey of Universal Knowledge, Volume 2. 1941. str. 173. Pridobljeno 2. februarja 2017.
7. ↑  The International Whitaker, Volume 2. International Whitaker. 1913. str. 62. Pridobljeno 3. februarja 2017.
8. ↑  Annual Review, Volume 2. Institute for Defence Studies and Analyses. 1973. str. 476. Pridobljeno 3. februarja 2017.
9. ↑  Studies, Johns Hopkins University School of Advanced International (1956). Area Handbook on Iraq (v angleščini). Pr. by Human Relations Area Files. str. 34. The Western Desert. The western reaches of Iraq form part of the "Badiyat al-Sham" or "al-Shamiya", the Syrian Desert.
10. ↑  Mudīrīyat al-Āthār al-Qadīmah al-ʻĀmmah (1964). »Sumer« (v angleščini). 20. Directorate General of Antiquities.: 10. The western desert of Iraq forms the eastern half of the Badiyat ash-Sham (The Syrian Desert) {{navedi časopis}}: Sklic journal potrebuje|journal= (pomoč)
11. ↑  »Transboundary Aquifers, Challenges and New Directions« (PDF). Paris: UNESCO. december 2010. str. 4. Pridobljeno 2. februarja 2017.{{navedi splet}}:  Vzdrževanje CS1: samodejni prevod datuma (povezava)
12. ↑  McPherson, Charles W. (1987). Laboratory hamsters. Orlando: Academic Press. str. 216. ISBN 9780127141657. Pridobljeno 2. februarja 2017.
13. ↑  Harrison, Thomas (2009). The Great Empires of the Ancient World. str. 180. ISBN 9781136192715.
14. ↑  https://journals.openedition.org/eac/1023
15. ↑  »U.S. diplomat apologizes for remarks«. MSNBC. 22. oktober 2006. Pridobljeno 2. februarja 2011.
16. ↑  Knickmeyer, Ellen (29. maj 2006). »U.S. Will Reinforce Troops in West Iraq«. Washingtonpost.com. Pridobljeno 2. februarja 2011.
17. ↑  »The grass is greener: rehabilitating the Syrian Badia«. Rural Poverty Portal. IFAD. Pridobljeno 26. decembra 2015.